# Computer-aided organization
Computer-aided organization (CAO) bezeichnet die durch Computer gestützte Organisation einer Firma soweit dies nicht bereits durch andere computer aided (CAx)-Bereiche abgedeckt wird. Dazu gehört vor allem die rechnerunterstützte Dienstleistungen in der kaufmännischen Verwaltung. Diese umfasst Marktforschung, Produktplanung, Buchhaltung, Rechnungswesen, Einkauf und Personalwesen (also im weiteren Sinne alle Verwaltungsaufgaben einer Firma, die nicht unmittelbar mit Vertrieb und Fertigung und Entwicklung zu tun haben). Es handelt sich daher hierbei um die Infrastruktur, auf der das Computer-Integrated Manufacturing aufsetzt. Es gibt hier Überschneidungen mit dem Teilbereich computer-aided office.